# Posłowie z Galicji do austriackiej Rady Państwa w latach 1861–1873
Posłowie z Galicji do austriackiej Rady Państwa w latach 1861–1871.
Na mocy Patentu Lutowego delegaci sejmów krajowych z niewęgierskiej części monarchii habsburskiej przekształceni zostali w odrębną Izbę Poselską dwuizbowej Rady Państwa. W latach od 1861 do 1871 byli oni wybierani przez sejmy krajowe w liczbie 203 osób, z czego na Galicję przypadało 38 delegatów, najwięcej bo 15 pochodziło z kurii wirylistów i większej własności. W ramach tej ordynacji wyborczej sejm krajowy wybierał posłów w 1867, 1870 i 1871 roku. W 1873 weszła w życie nowa ustawa ustanawiająca bezpośredni wybór posłów do Rady Państwa przez wyborców.
| I kadencja 29 kwietnia 1861 – 27 lipca 1865                                                                                                   | II kadencja 20 maja 1867 – 21 maja 1870 | III kadencja 15 września 1870 – 10 sierpnia 1871              | IV kadencja 27 grudnia 1871 – 7 września 1873                                                |
| --- | --- | ------------------------------------------------------------- | -------------------------------------------------------------------------------------------- |
| I – delegaci z kurii wirylistów i większej własności                                                                                          | |                                                               |                                                                                              |
| Włodzimierz Cielecki | Antoni Golejewski (od 25 maja 1865 do 14 sierpnia 1968) Kajetan Agopsowicz de Hasso (od 25 września 1868 do 31 marca 1870)                                          | Kajetan Agopsowicz de Hasso                                   | Kajetan Agopsowicz de Hasso                                                                  |
| Józef Dietl | Jan Czajkowski (od 25 maja 1867 do 31 marca 1870) | Jan Czajkowski                                                | Jan Czajkowski                                                                               |
| Aleksander Dobrzański | Kornel Krzeczunowicz (od 25 maja 1867 do 22 sierpnia 1868) | Edward Dzwonkowski                                            | Edward Dzwonkowski                                                                           |
| Kazimierz Grocholski | Kazimierz Grocholski (od 25 września 1868 do 31 marca 1870) | Kazimierz Grocholski                                          | Kazimierz Grocholski                                                                         |
| Tomasz Horodyski | Euzebiusz Czerkawski (od 8 listopada 1869 do 31 marca 1870) Tomasz Horodyski (od 25 maja 1867 do 31 marca 1870)                                                     | Tomasz Horodyski                                              | Tomasz Horodyski                                                                             |
| Karol Hubicki | Michał Gnoiński (od 25 września 1868 do 27 września 1868) Karol Hubicki (od 25 września 1869 do 15 września 1869)                                                   | Apolinary Jaworski                                            | Apolinary Jaworski                                                                           |
| Leonard Wężyk | Leonard Wężyk (zrezygnował) Józef Szujski (od 3 października 1868 do 15 września 1869)                                                                              | Julian Klaczko                                                | Julian Klaczko                                                                               |
| Kazimierz Wodzicki | Piotr Gross (od 25 maja 1867 do 31 marca 1870) | August Łoś                                                    | August Łoś                                                                                   |
| Mikołaj Zyblikiewicz | Ludwik Skrzyński (od 25 maja 1867 do 1868) | Gustaw Piotrowski                                             | Gustaw Piotrowski                                                                            |
| Alojzy Bocheński | Józef Jabłonowski (od 25 września 1868 do 31 marca 1870) | Eustachy Rylski                                               | Eustachy Rylski                                                                              |
| Antoni Golejewski | Toma Barewycz (od 25 maja 1867 do 31 marca 1870) | vacat                                                         | Seweryn Smarzewski                                                                           |
| Kazimierz Szeliski | Leon Chrzanowski (od 25 maja 1867 do 15 września 1869) Leonard Wężyk (od 25 maja 1867 do 10 listopada 1869) Henryk Wodzicki (od 25 maja 1867 do 1868)               | Emil Torosiewicz                                              | Emil Torosiewicz                                                                             |
| vacat | Alojzy Bocheński (od 1868 do 10 listopada 1869) Franciszek Torosiewicz (od 1868 do 31 marca 1870)                                                                   | Józef Wereszczyński                                           | Józef Wereszczyński                                                                          |
| vacat | Stanisław Kostka Tarnowski (od 25 maja 1867 do 18 września 1868) Ludwik Wodzicki (od 25 maja 1867 do 31 marca 1870)                                                 | Ludwik Wodzicki                                               | Ludwik Wodzicki                                                                              |
| vacat | Maurycy Kraiński (od 25 maja 1867 do 8 listopada 1869) Stanisław Koźmian (od 8 listopada 1869 do 31 marca 1870)                                                     | vacat                                                         | vacat                                                                                        |
| II – delegat z grona posłów miasta Lwowa | |                                                               |                                                                                              |
| Franciszek Smolka | Florian Ziemiałkowski (od 25 maja 1867 do 15 września 1869) Karol Wild (od 6 listopada 1869 do 31 marca 1870)                                                       | Franciszek Smolka                                             | Franciszek Smolka                                                                            |
| III – delegat z grona posłów izb handlowych i przemysłowych                                                                                   | |                                                               |                                                                                              |
| Wincenty Kirchmajer | Alfred Hausner (od 25 maja 1867 do 5 czerwca 1868) Ludwik Helcel (od 25 września 1868 do 15 września 1869) Ferdynand Weigel (od 8 listopada 1869 do 31 marca 1870)  | Ferdynand Weigel                                              | Ferdynand Weigel                                                                             |
| IV – delegat z grona posłów miasta Krakowa i Białej                                                                                           | |                                                               |                                                                                              |
| Antoni Zygmunt Helcel | Mikołaj Zyblikiewicz (od 25 maja 1867 do 31 marca 1870) | Mikołaj Zyblikiewicz                                          | Mikołaj Zyblikiewicz                                                                         |
| V – delegat z grona posłów miast Nowego Sącza, Tarnowa i Rzeszowa                                                                             | |                                                               |                                                                                              |
| Julian Gutowski | Wiktor Zbyszewski (od 20 maja 1867 do września 1869) Michał Koczyński (od 8 listopada 1869 do 31 marca 1870)                                                        | Euzebiusz Czerkawski                                          | Euzebiusz Czerkawski                                                                         |
| VI – delegat z grona posłów miast Drohobycz, Jarosław, Przemyśl i Sambor                                                                      | |                                                               |                                                                                              |
| Teodor Szemelowski | Toma Polanskyj (Ukrainiec) wchodził do Koła Polskiego | Władysław Badeni                                              | Władysław Badeni                                                                             |
| VII – delegat z grona posłów miast Kołomyja, Stanisławów i Stryj                                                                              | |                                                               |                                                                                              |
| Jakub Krzysztofowicz | Maksymilian Landesberger | Krzysztof Bogdanowicz                                         | Krzysztof Bogdanowicz                                                                        |
| VIII – delegat z grona posłów miast Brody i Tarnopol                                                                                          | |                                                               |                                                                                              |
| Feliks Reyzner | Zygmunt Sawczyński (od 20 maja 1867 do 31 marca 1870) | Zygmunt Sawczyński                                            | Zygmunt Sawczyński                                                                           |
| IX – delegaci z grona posłów wiejskich okręgów: Lwów, Gródek, Sambor, Turka, Drohobycz, Rudki i Łąka                                          | |                                                               |                                                                                              |
| Julijan Nehrebećkyj (Ukrainiec) nie wchodził do Koła Polskiego (od 4 lipca 1861 - do 2 października 1861)                                     | Emil Pfeifer (od 25 maja 1867 do 15 września 1869) | Emil Pfeifer                                                  | Emil Pfeifer                                                                                 |
| Semen Tarczanowskyj (Ukrainiec) nie wchodził do Koła Polskiego (od 2 maja 1861 - do 20 września 1865),                                        | Jan Tomaś (od 2 marca 1867 do 31 marca 1870) | Karol Bartoszewski                                            | Karol Bartoszewski                                                                           |
| X – delegat z grona posłów wiejskich okręgów: Brzeżany, Bóbrka, Rohatyn i Podhajce                                                            | |                                                               |                                                                                              |
| Łew Polowyj (Ukrainiec) nie wchodził do Koła Polskiego                                                                                        | Alfred Józef Potocki (wybrany 20 maja 1867 - wyboru nie przyjął) Wasyl Makowycz (Ukrainiec) nie wchodził do Koła Polskiego (od 1868 do 2 kwietnia 1870)             | Mieczysław Szczepański                                        | Mieczysław Szczepański                                                                       |
| XI – delegat z grona posłów wiejskich okręgów: Zaleszczyki, Borszczów, Czortków, Kopyczyńce                                                   | |                                                               |                                                                                              |
| Iwan Karpyneć (Ukrainiec) nie wchodził do Koła Polskiego                                                                                      | iwan Manastyrskyj (Ukrainiec) członek Koła Polskiego | Mikołaj Wolański                                              | Mikołaj Wolański                                                                             |
| XII – delegat z grona posłów wiejskich okręgów: Kołomyja, Horodenka, Kossów, Śniatyń                                                          | |                                                               |                                                                                              |
| Mykoła Kowbasiuk (Ukrainiec) nie wchodził do Koła Polskiego                                                                                   | Ludomir Cieński (od 20 maja 1867 do 31 marca 1870) | Wasyl Całkowśkyj (Ukrainiec) nie wchodził do Koła Polskiego   | Matwij Kaszewko (Ukrainiec) nie wchodził do Koła Polskiego                                   |
| XIII – delegat z grona posłów wiejskich okręgów: Przemyśl, Jarosław, Jaworów, Mościska                                                        | |                                                               |                                                                                              |
| Walentyn Bilewicz (Ukrainiec) nie wchodził do Koła Polskiego                                                                                  | Ignacy Jakubik (od 20 maja 1867 do 31 marca 1870) | Jan Szeptycki                                                 | Jan Szeptycki                                                                                |
| XIV – delegat z grona posłów wiejskich okręgów: Sanok, Lesko, Dobromil, Dubiecko, Dukla                                                       | |                                                               |                                                                                              |
| Iwan Rusiecki (Ukrainiec) nie wchodził do Koła Polskiego                                                                                      | Antoni Ditrych (od 20 maja 1867 do 31 marca 1870) | Józef Jasiński                                                | Józef Jasiński                                                                               |
| XV – delegat z grona posłów wiejskich okręgów: Stanisławów, Bohorodczany, Monasterzyska, Nadworna i Tyśmienica                                | |                                                               |                                                                                              |
| Antin Mohylnyćkyj (Ukrainiec) nie wchodził do Koła Polskiego                                                                                  | Michał Działoszyński (od 20 do 29 maja 1867) Iwan Czaczkowskyj (Ukrainiec) nie wchodził do Koła Polskiego (od 1869 do 31 marca 1870)                                | Osyp Zawadowśkyj (Ukrainiec) nie wchodził do Koła Polskiego   | Osyp Zawadowśkyj (Ukrainiec) nie wchodził do Koła Polskiego                                  |
| XVI – delegat z grona posłów wiejskich okręgów: Stryj, Skole, Dolina, Kałusz, Mikołajów                                                       | |                                                               |                                                                                              |
| Michał Kuziemski (Ukrainiec) nie wchodził do Koła Polskiego                                                                                   | Iwan Huszałewycz (Ukrainiec) nie wchodził do Koła Polskiego | Apolinary Hoppen                                              | Apolinary Hoppen                                                                             |
| XVII – delegat z grona posłów wiejskich okręgów: Tarnopol, Skałat, Zbaraż, Trembowla                                                          | |                                                               |                                                                                              |
| Antoni Rogalski | Włodzimierz Baworowski (od 20 maja 1867 do 31 marca 1870) | Włodzimierz Baworowski                                        | Włodzimierz Baworowski                                                                       |
| XVIII – delegat z grona posłów wiejskich okręgów: Złoczów, Łopatyn, Busk, Załośce                                                             | |                                                               |                                                                                              |
| Adam Stockyj (Ukrainiec)nie wchodził do Koła Polskiego                                                                                        | Iwan Bodnar (Ukrainiec) wchodził w skład Koła Polskiego (od 20 maja 1867 do 31 marca 1870)                                                                          | Iwan Bodnar (Ukrainiec) nie wchodził do Koła Polskiego        | Iwan Bodnar (Ukrainiec) nie wchodził do Koła Polskiego                                       |
| XIX – delegat z grona posłów wiejskich okręgów: Żółkiew, Bełz, Lubaczów, Sokal                                                                | |                                                               |                                                                                              |
| Antin Juzyczynśkyj (Ukrainiec) nie wchodził do Koła Polskiego                                                                                 | Stanisław Polanowski (od 20 maja 1867 do 21 maja 1870) Amwrosij Janowśkyj (Ukrainiec) nie wchodził do Koła Polskiego (od 15 września 1870 - do 8 października 1871) | Amwrosij Janowśkyj (Ukrainiec) nie wchodził do Koła Polskiego | Amwrosij Janowśkyj (Ukrainiec) nie wchodził do Koła Polskiego                                |
| XX – delegaci z grona posłów wiejskich okręgów: Kraków, Chrzanów, Bochnia, Brzesko, Wieliczka, Wadowice, Kęty, Myślenice, Żywiec              | |                                                               |                                                                                              |
| Nikodem Bętkowski | Wacław Wyrobek (od 20 maja 1867 do 15 września 1869) Marcin Dziewoński (od 8 listopada 1869 do 31 marca 1870)                                                       | Julian Kirchmajer                                             | Julian Kirchmajer                                                                            |
| Adam Józef Potocki | Adam Józef Potocki (od 20 maja 1867 do 31 marca 1870) | Henryk Konopka                                                | Henryk Konopka (od 27 grudnia 1871 do listopada 1872) Franciszek Hoszard (od 4 grudnia 1872) |
| XXI – delegaci z grona posłów wiejskich okręgów: Jasło, Rzeszów, Łańcut, Leżajsk, Rozwadów, Tyczyn, Tarnów, Dąbrowa, Dębica, Ropczyce, Mielec | |                                                               |                                                                                              |
| Stanisław Morgenstern | Stanisław Morgenstern (od 20 maja 1867 do 15 września 1869) Bonawentura Szeleszczyński (od 8 listopada 1869 do 31 marca 1870)                                       | Feliks Firlej                                                 | Feliks Firlej                                                                                |
| Ludwik Ruczka | Karol Rogawski (od 20 maja 1867 do 15 września 1869) Jan Józef Tarnowski (od 8 listopada 1869 do 31 marca 1870)                                                     | Piotr Garbaczyński                                            | Piotr Garbaczyński                                                                           |
| Michał Witalis | Daniel Solikowski (od 20 maja 1867 do 31 marca 1870) | Jan Józef Tarnowski                                           | Maciej Włodek                                                                                |
| XXII – delegat z grona posłów wiejskich okręgów: Gorlice, Nowy Sącz, Stary Sącz, Nowy Targ, Limanowa                                          | |                                                               |                                                                                              |
| Karol Rogawski | Konrad Fihauser | Andrzej Rydzowski                                             | Andrzej Rydzowski                                                                            |